# Irwin Rose
Irwin A. Rose (16. července 1926, New York – 2. června 2015) byl americký biolog, který získal v roce 2004 společně s Aaronem Ciechanoverem a Avramem Herškem Nobelovu cenu za chemii za objev rozkladu bílkovin iniciovaného ubikvitinem.